# Annandale Wines
Das Weingut Annandale Wines liegt nahe der Stadt Stellenbosch, Gemeinde Stellenbosch, in der Provinz Westkap in Südafrika. Der Anbau erfolgt auf Hängen an der westlichen und südlichen Seite des Helderberges, in Höhen von 100 bis 170 m über dem Meeresspiegel, auf einer Fläche von rund 45 Hektar.

## Geschichte
Seit über 300 Jahren wird hier Wein angebaut. Die Geschichte des Weingutes geht zurück ins Jahr 1688, als Simon van der Stel die Farmgründung durch Jan Wismaar genehmigte; der ursprüngliche Farmname war Brakelsdal. Annandale ist die älteste Farm im Helderberg Valley, das Haupthaus und der Weinkeller wurden Mitte der 1700er Jahre gebaut. Nach dem Zweiten Weltkrieg wurde für einige Jahre ein Teil des Gutes zum Heim für misshandelte Pferde und Teil einer Reitschule; den Bezug dazu hat man heute noch durch die Weinflaschenetiketten, die einen Pferdekopf abbilden.

## Angebaute Rebsorten
Anfang des 20. Jahrhunderts wurde auf rund 100 ha Wein angebaut. Nach dem Erwerb des Weingutes durch Gerhard (Hempies) du Toit 1996 konzentriert man sich auf Spitzenrotweine. Aktuelle Anbaufläche:
- Cabernet Sauvignon 20 ha
- Shiraz 12 ha
- Merlot 10 ha
- Cabernet Franc 3 ha

Auszeichnungen:
- Cabernet Sauvignon 2001 = 4 Platter’s Sterne, Winemakers Choice Diamond Award
- Shiraz 2001 = 4,5 Platter’s Sterne, „Best Wine at Show“ Schweden 2006 (South African Wine Tasting)

## Klima
Im Winter liegen die Temperaturen zwischen 4 °C (Nacht) und Tageshöchsttemperaturen von 15 °C. Im Sommer schwanken diese Temperaturen zwischen 19 und 36 °C. Die durchschnittliche Niederschlagsmenge beträgt 750 mm im Jahr, dadurch ist im Normalfall keine Zusatzbewässerung notwendig.